# 中和窑址
中和窑址，位于中国广西壮族自治区藤县城关公社中和大队，为一个全国重点文物保护单位，类型为古遗址，为第二批广西壮族自治区文物保护单位，公布时间为2013年5月。
中和窑址的历史年代为宋。